# Семитское неоязычество
Семитское неоязычество — группа религий, основанных на древних семитских религиях или пытающихся их реконструировать, в основном практикуемых среди евреев в США.

## Еврейское неоязычество
Идея исторического израильского или еврейского многобожия была популяризирована в Соединённых Штатах в 1960-х годах Рафаэлем Патаи в книге «Еврейская богиня», где основное внимание уделялось культу женских богинь, такому как культ Ашеры в Храме Соломона.
Во время роста неоязычества в Соединённых Штатах на протяжении 1970-х годов возник ряд незначительных групп ханаанской или израильской ориентации. Большинство из них содержало синкретические элементы западного эзотеризма.
Формы неоязыческих религий колдовства, вдохновленные семитской средой, такие как Jewitchery, также могут быть включены в семитское неоязыческое движение. Эти группы находятся под особым влиянием еврейского феминизма, сосредоточенного на культах богинь израильтян.
Известная современная левантийская неоязыческая группа известна как «Ам Ха-арец» (ивр. עם הארץ‎, букв. «Народ земли», раввинский термин для необразованных и религиозно несоблюдающих евреев), сокращенно «АмХА», базирующийся в Израиле. Эта группа выросла из Охавей Фальха, движения «Любители почвы», основанного в конце XIX века.
Эли Шева, согласно её собственным показаниям, «избранный лидер AmHA», как сообщается, основала американское отделение группы, известное как Ассамблея примитивного иврита.
«Бейт Ашера» («Дом Ашеры») была одной из первых еврейских неоязыческих групп, основанной в начале 1990-х годов Стефани Фокс, Стивеном Пошем и Маджентой Гриффитс. Маджента Гриффитс — верховная жрица ковена Бейт Ашера и бывший член правления Завета Богини.
Семитские неоязыческие движения также были зарегистрированы в Израиле и Ливане.

## Движение Коэнет
В 2006 году раввин Джилл Хаммер основала Институт еврейских жриц Коэнет, миссией которого является «восстановление и обновление воплощенного земного феминистского иудаизма», вдохновленный жрицами доизраильской семитской религии, такими как Энхедуанна, которая была поклонницей богини Инанны. Слово коэнет является женским склонением слова коэн, жреческой линии в еврейской традиции. Посвящение «еврейских жриц» вызвало некоторое смятение в еврейской общине, возникло ощущение, что движение Коэнет не является исключительно еврейским из-за присутствия аспектов язычества, несовместимых с Торой. Синкретические аспекты этого религиозного движения характеризуются как «поклонение богине», хотя сторонники говорят, что движение выражает творческий подход к проблемам, возникающим в неэгалитарных течениях иудаизма.
Близкие организации включают Институт Лилит (также известный как Мишкан Шехина), организацию и сообщество, более открыто связанное с виккой и другими неоязыческими движениями, ориентированными на феминисток/богинь, чем Институт Коэнет. Родственное движение — это «Jewitches» (иногда называемые JeWitches), евреи — часто, но не исключительно женщины — которые сочетают еврейскую религиозную традицию и колдовство, часто включая элементы семитского неоязычества.